# Johann Rigalia der Jüngere
Johann Rigalia der Jüngere (auch: Giovanni; auch: Rigaia; Rigaga; auch: Rigaglia; auch Giovanni III. Rigalia) (* um 1697; † 14. September 1733 in Augsburg) war in der Barockzeit ein Graubündner Maurermeister im Dienst des Hochstifts Eichstätt.

## Leben
Er war ein/der Sohn des Giovanni Rigalia dem Älteren aus Roveredo (Roffle) in Misox (1687–1713 erwähnt), der 1701 unter dem Architekten Enrico Zuccalli am kurfürstlichen Schloss zu Schleißheim arbeitete. Johann wurde noch in der Heimat ausgebildet und erhielt 1713 als ca. 16-Jähriger nach der Lehre von der Maurerkorporation (Zunft) zu Roveredo (Mesolcina) einen Geleitbrief für seine Tätigkeit in deutschen Landen. 
Als Ziel für seine Gesellenjahre hatte er sich wie viele seiner Landsleute Eichstätt ausersehen, wo er ab 1714 nachweisbar ist. Er fungierte im Hochstift Eichstätt unter Gabriel de Gabrieli schließlich als „Ober Maurer Polier“ und war als verantwortlicher Bauleiter einer seiner engsten Mitarbeiter. Er war verheiratet mit einer Catarina. Mehrmals besuchte er seine Heimat, so 1720 und 1729. Beim Bau der katholischen Apotheke am Augsburger Dom, für den Rigalia den Vertrag übernommen hatte, fiel am 12. September 1733 ein Stein auf seinen Hinterkopf; zwei Tage später verstarb er.
Nach seinem Tod übernahm Giovanni Domenico Barbieri, den er 1720 als Maurerlehrling nach Eichstätt geholt hatte, seine Stelle als Hofmaurermeister.

## Bauten
Rigalias Bautätigkeit ist nachgewiesen für:
- 1714–16 Reichsstadt Windsheim, Rathausneubau (mit Michael Asbacher)
- ab 1717 Mendorf, Kirche St. Leodegar (Zuschreibung)
- 1722/23 Hitzhofen, Pfarrkirche Mariä Heimsuchung
- 1723 Paulushofen, Pfarrkirche unter Einbeziehung des gotischen Ostturmes eines Vorgängerbaues
- 1726 Breitenbrunn, Turmbau der Pfarrkirche
- 1726 Buchdorf, Pfarrkirche St. Ulrich (Bau nach eigenen Plänen)
- 1726 Oberwiesenacker, Kath. Pfarrkirche St. Willibald, Neubau
- 1728 Gnotzheim-Spielberg, Kirche St. Georg, Bauleitung nach Entwürfen von Franz de Gabrieli
- 1729 Eichstätt, Heilig-Geist-Spital
- 1730 Eichstätt, Domdechantei, umfangreiche Instandsetzungsarbeiten
- 1730 München-Nymphenburg, Hausbau für den Kaufmann Rastellio
- 1732 Morsbach, Schloss/Pfarrhof-Umbau (1960 abgebrochen)
- 1733 Altdorf, Neubau der Pfarrkirche
- 1733 Augsburg, Neubau der kath. Apotheke (nach dem Tod Rigalias von Giovanni Domenico Barbieri weitergeführt, 1734 vollendet)